# 곰보버섯
곰보버섯(Morchella esculenta)은 주발버섯목 곰보버섯과 곰보버섯속의 식용 버섯이다. 독버섯인 마귀곰보버섯(Gyromitra esculenta)과는 목 단위에서 같을 뿐 과 단위부터 다르다. 곰보버섯은 하이드라진 독이 있지만 데치기를 해서 독을 제거할 수 있다.

## 형태
자실체는 구형 또는 달걀 모양의 머리와 굵고 선명한 무늬로 구성되어 전체 높이 5-12cm (혹은 그 이상)에 달한다. 머리 부분은 옅은 황백색 내지 황갈색 또는 대는 적갈색을 띠며, 늑맥(肋脈)에 둘러싸인 다수의 벌집 모양의 구덩이의 집합체이다. 자루는 일그러진 원통형을 이루고, 백색 또는 엷은 황갈색으로 표면은 거칠다. 머리, 자루는 속이 비어 있고, 육질은 연하고, 무르고, 흰색으로 변색되는 일이 없으며, 거의 무미무취하다.
포자의 무늬는 담황색 또는 오렌지색을 띤 황갈색을 나타낸다.
머리 부분의 속은 다수의 자낭이 빽빽이 서 있는 자실층을 형성하고, 자낭 내부에 포자가 생긴다. 자낭은 가늘고 긴 원통형으로 무색의 얇은 벽이며, 요오드 용액으로도 파랗게 물들지 않는다. 끝에 얇은 원반 모양의 뚜껑이 있고 다 자라면, 뚜껑을 갖고 성숙되면 뚜껑이 빠져 나와 포자를 사출한다. 포자는 달걀 모양의 타원형 또는 넓은 타원형으로 기름방울이 빠지고, 다수의 핵을 포함한다. 자실층에는 자낭과 함께 많은 측사(끝이 약간 부풀어 오른, 중상의 불임 균사)가 혼재한다.